# ژاک آنکتیل
ژاک آنکتیل (فرانسوی: Jacques Anquetil‎ تلفظ می‌شود [ʒak ɑ̃k.til]) (زادهٔ ۸ ژانویهٔ ۱۹۳۴ – درگذشتهٔ ۱۸ نوامبر ۱۹۸۷) یک رکابزن فرانسوی دوچرخه‌سواری جاده بود. او نخستین کسی بود که پنج بار توانست تور دو فرانس را فتح کند. پیروزی‌های او در مسابقات چندمرحله‌ای مانند تور، ناشی از توانایی استثنایی او در مراحل تایم تریل انفرادی بود.

## آغاز زندگی
آنکتیل پسر یک بنا در مو سنتنیان (در تپه‌های نزدیک روان در نرماندی) بود. او در آنجا با پدر و مادر خود، ارنست و ماری و برادرش فیلیپ زندگی می‌کرد. سپس خانواده‌اش مدتی در بواگیوم زندگی می‌کردند.
پدرش در سال ۱۹۴۱ میلادی درخواست‌های کار بر روی تأسیسات نظامی برای اشغالگران آلمانی را نپذیرفت و بیکار شد. سایر اعضای خانواده در مزرعهٔ توت‌فرنگی کار می‌کردند و پدر آنکتیل از آن‌ها تبعیت کرد. آنکتیل نخستین دوچرخهٔ خود را در چهار سالگی به دست آورد.
آنکتیل در یک مدرسهٔ فنی در سوتووی لروآن، فلزکاری را آموخت. او در آنجا با یکی از دوستانش به نام موریس دیلوا بیلیارد بازی می‌کرد. دیلوا به تشویق پدرش عضو یک باشگاه محلی شد و دوچرخه‌سواری را آغاز کرد. آنکتیل نیز دویدن را کنار گذاشت و عضو باشگاه شد و تا پایان عمر، عضو آن باقی ماند.
آنکتیل در رشتهٔ مهندسی نور تحصیل کرد و در کارخانه‌ای در سوتووی مشغول به کار شد؛ ولی پس از ۲۶ روز به دلیل اختلاف با رئیس خود دربارهٔ زمان مرخصی برای تمرین، آنجا را ترک کرد. باشگاه سوتووی توسط یک دلال دوچرخه به نام آندره بوشه اداره می‌شد. باشگاه به جز آنکتیل قهرمانان دیگری نیز داشت.
بوشه نخست گروه خود را با یک دوچرخه و سپس با یک درنی تمرین می‌داد. آنکتیل پیشرفت سریعی داشت و ۱۶ بار در مسابقات آماتور برنده شد. نخستین پیروزی او در ۳ مهٔ ۱۹۵۱ بود.

## جایزه بزرگ ملل
آنکتیل عضوی از تیم فرانسه بود که در مسابقات تایم تریل ۱۰۰ کیلومتری در بازی‌های المپیک ۱۹۵۲ در هلسینکی شرکت کرد و مدال برنز را به دست آورد. بوشه تحت تأثیر پیشرفت آنکتیل قرار گرفت و پاکتی شامل بریدهٔ روزنامه‌ها دربارهٔ او را برای فرانسیس پلیسیه مربی تیم دوچرخه‌سواری پرل فرستاد.
پلیسیه آنکتیل را فراخواند و به او پیشنهاد کرد در ازای ماهانه ۳۰ هزار فرانک قدیم برای پرل به عنوان دوچرخه‌سوار مستقل یا نیمه‌حرفه‌ای رکاب بزند. آنکتیل پذیرفت و فوراً یک خودروی جدید رنو فرگیت سفارش داد.
پلیسیه از آنکتیل درخواست کرد در مسابقات جایزه بزرگ ملل ۱۹۵۳ که تایم تریلی به مسافت ۱۴۲ کیلومتر بود و از ورسای و رامبوئییه می‌گذشت، شرکت کند. دو انگلیسی جزء رقیبان اصلی آنکتیل بودند.
در نهایت، آنکتیل برنده مسابقه شد. او در سال‌های بعد نیز ۹ بار در مسابقه شرکت کرد و همواره به مقام قهرمانی دست یافت.

## رکورد یک ساعت
در ۲۲ سپتامبر ۱۹۵۴ آنکتیل وارد خدمت دوسالهٔ سربازی در ارتش شد. در ژوئن ۱۹۵۶ مافوق‌های آنکتیل به او دستور دادند که رکورد جهانی رکابزنی یک‌ساعته را بشکند. رکورد جهانی به میزان ۴۵٫۸۴۸ کیلومتر از نوامبر ۱۹۴۲ در اختیار فائوستو کوپی ایتالیایی بود. او و ارتش توافق کردند که اگر رکورد را بشکند، نیمی از جایزه را به ارتش و نیم دیگر را به مادر سربازی که در الجزایر کشته شده‌بود، بدهد.
در ۲۹ ژوئن ۱۹۵۶ آنکتیل با دوچرخه‌ای با طراحی مشابه دوچرخهٔ کوپی رکورد جدیدی را به میزان ۴۶٫۱۵۹ کیلومتر به ثبت رساند. در سال ۱۹۶۷ نیز آنکتیل رکورد یک‌ساعت رکابزنی را شکست؛ ولی به دلیل مخالفت او با انجام آزمایش دوپینگ پس از مسابقه، رکوردش پذیرفته نشد. او نمونه‌گیری در برابر جمعیت حاضر در ورزشگاه را هتک آبروی خود می‌دانست و گفته بود که در هتل خود، آزمایش می‌دهد.

## تور دو فرانس

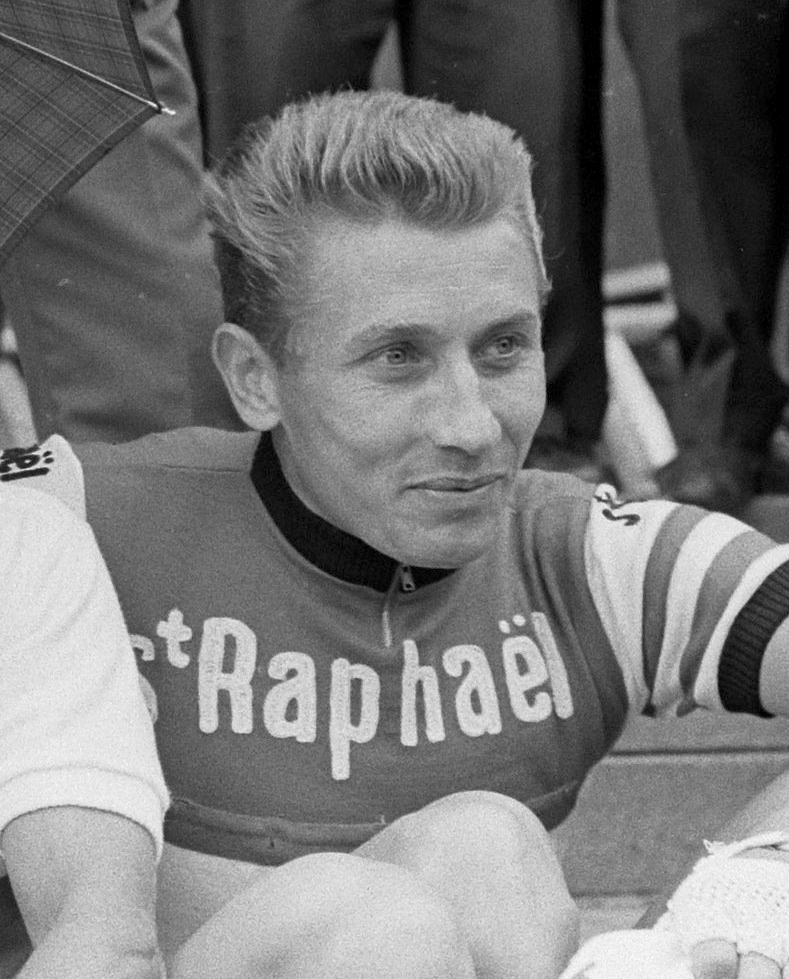
آنکتیل در تور دو فرانس ۱۹۶۳

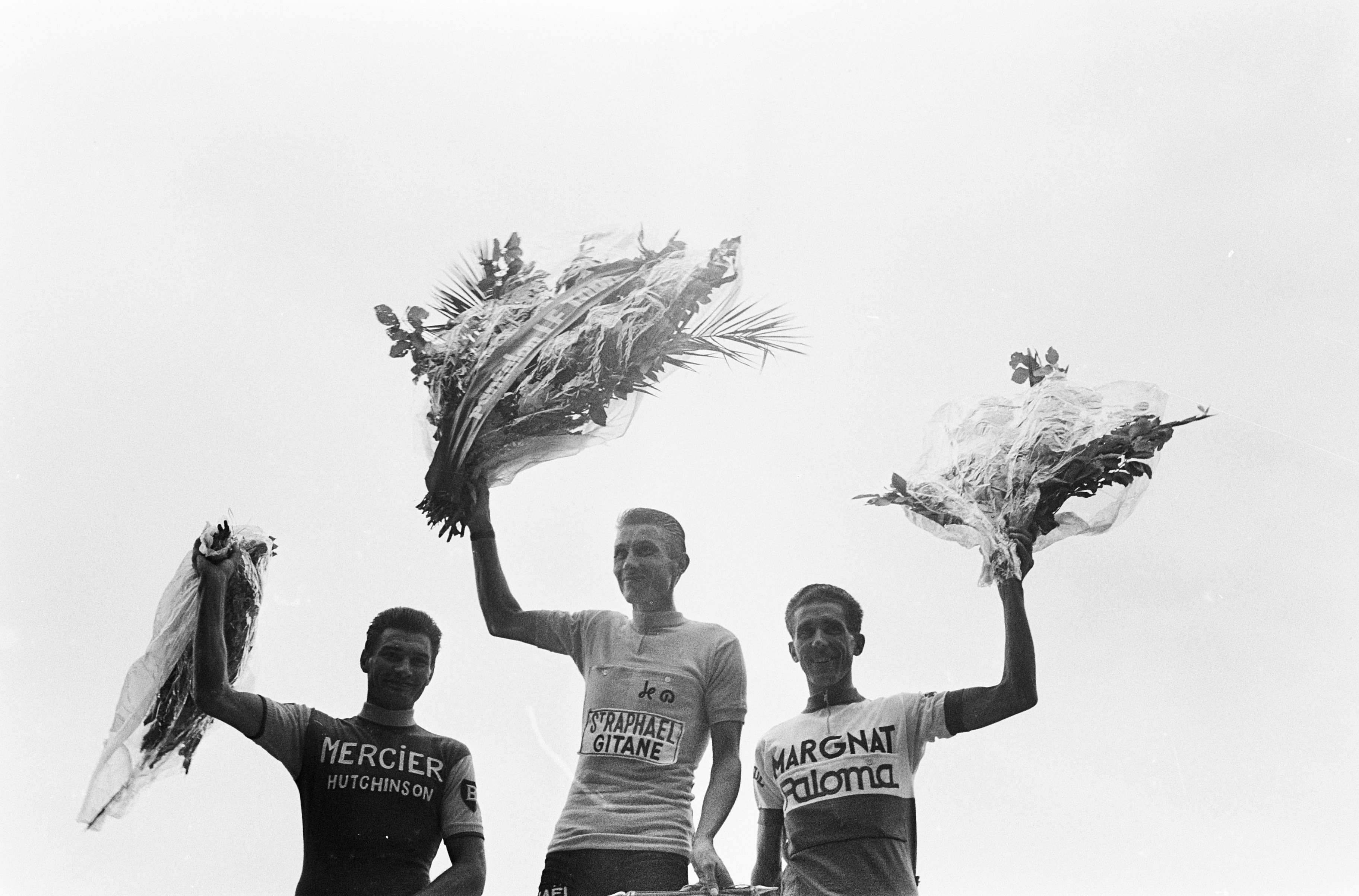
آنکتیل (وسط) در تور دو فرانس ۱۹۶۴

در ۱۹۵۷، آنکتیل برای نخستین بار در تور دو فرانس شرکت کرد و در آن برنده شد. او در چهار مرحله نیز پیروز شد. در رده‌بندی نهایی، آنکتیل حدود ۱۵ دقیقه با سایر رکابزنان فاصله داشت.
در سال ۱۹۵۹، آنکتیل در پایان تور در پارک دو پرنس با سوت تماشاگرانی مواجه شد که ادعا می‌کردند او و سایرین به گونه‌ای کار کرده‌اند که فدریکو بائامونتس به جای انری آنگلاد فرانسوی به پیروزی برسد. در تیم فرانسوی رقابت‌های داخلی وجود داشت و آنگلاد با سایر رکابزنان اختلاف داشت و مربی او نیز پیل بود، در حالی که مربی سایر رکابزنان دانیل دوست بود. دوست پی برد که رکابزنانش یا باید بائامونتس را شکست دهند یا از پیروز نشدن آنگلاد اطمینان یابند. آنان گزینهٔ دوم را انتخاب کردند و به بائامونتس اجازه دادند پیروز شود. آنکتیل با نامگذاری قایق تازه خریداری شده خود به نام «سوت‌های ۵۹» سردی خود نسبت به واکنش عمومی را نشان داد.
آنکتیل در سال ۱۹۶۰ در تور شرکت نکرد، ولی در ۱۹۶۱ بازگشت و تا سال ۱۹۶۴، قهرمان تور بود. او نخستین رکابزنی بود که چهار دورهٔ پیاپی قهرمان تور شد. هم‌چنین نخستین کسی بود که پنج بار قهرمان تور شده‌بود. رکوردی که تاکنون آن را به همراه ادی مرکس، برنار اینو و میگل ایندوراین در اختیار دارد.
در سال ۱۹۶۳، آنکتیل در بالای سربالایی به‌دروغ ادعای مشکل فنی در دوچرخه کرد و تیمش دوچرخهٔ دیگری که برای سرپایینی مناسب‌تر بود، در اختیارش قرار دادند. نقشه جواب داد و آنکتیل در سرپایینی از بائامونتس سبقت گرفت و پیروز آن مرحله شد و رهبری رده‌بندی اصلی را نیز در دست گرفت.
آنکتیل در هر سه گرندتور برنده شد و نخستین دوچرخه‌سواری بود که این موفقیت را به دست آورد. آنکتیل دو بار قهرمان جیرو دیتالیا (۱۹۶۰ و ۱۹۶۴) و یک بار قهرمان ووئلتا اسپانیا (۱۹۶۳) شد.

## بازنشستگی و مرگ

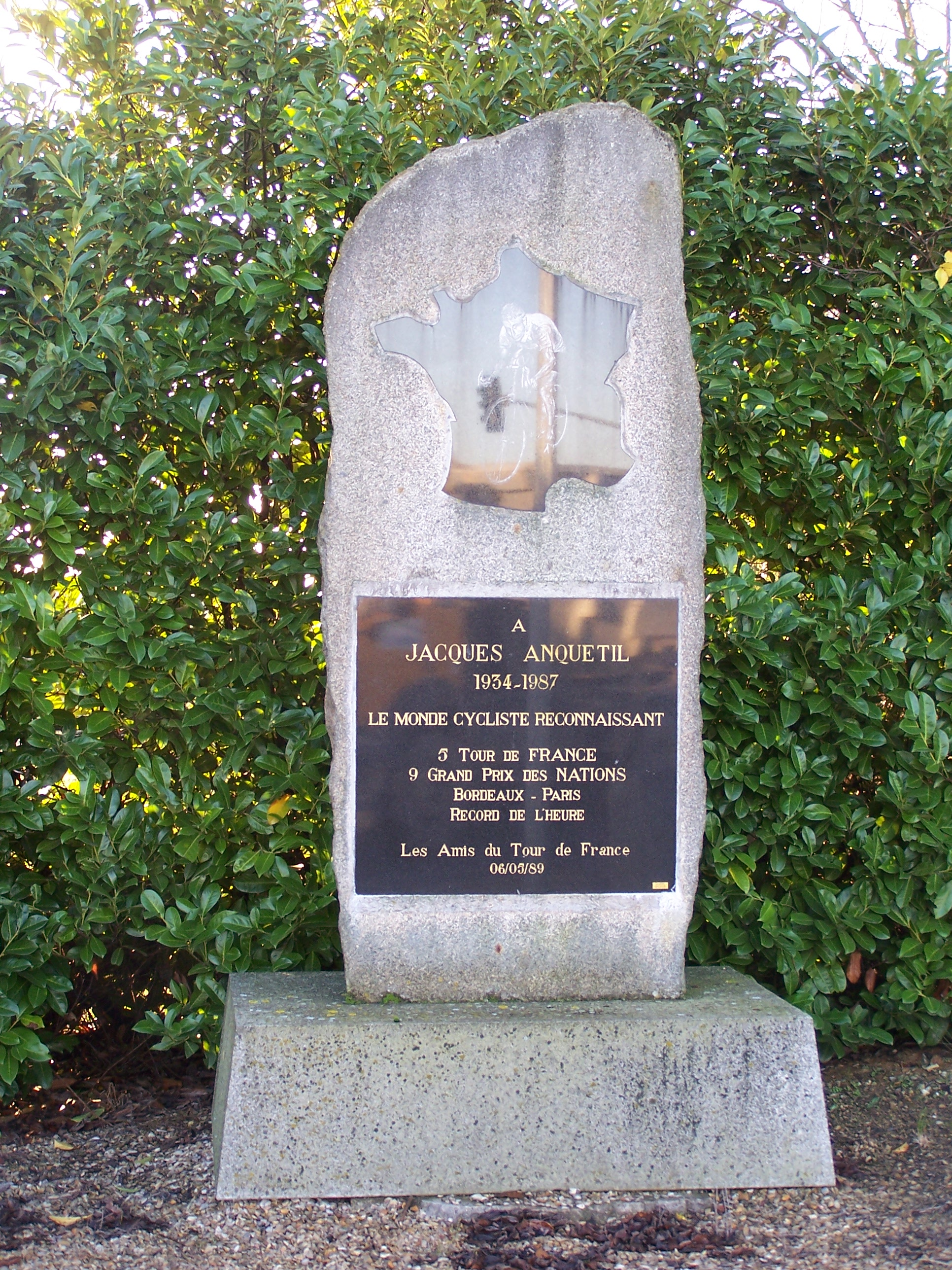
پلاک یادبود آنکتیل در شاتوفور فرانسه

آنکتیل آخرین مسابقهٔ خود را در ۲۷ دسامبر ۱۹۶۹ در آنتورپ بلژیک انجام داد. پس از بازنشستگی به کشاورزی در لودومن دو الف در ۱۷ کیلومتری روان پرداخت. زمینی به مساحت ۱۷۰ هکتار، قلعه‌ای را که پیشتر در تصاحب گی دو موپاسان بود، احاطه کرده‌بود.
آنکتیل خبرنگار اکیپ، مشاور یک شبکهٔ رادیویی به نام اروپا ۱، مدیر مسابقهٔ پاریس-نیس و تور مدیترانه، مدیر ورزشی تیم‌های فرانسوی در مسابقات جهانی کانادا و عضو کمیتهٔ مربیگری فدراسیون دوچرخه‌سواری فرانسه بود. او به دلیل راهنمایی لوئیس اوکانیا، رکابزن اسپانیایی ساکن فرانسه، برای شکست دادن ادی مرکس بلژیکی در تور دو فرانس، در بلژیک بدنام بود.
در ۱۸ نوامبر ۱۹۸۷، ژاک آنکتیل به دلیل سرطان معده در کلینیکی در روان، درگذشت. او از ۱۰ اکتبر در آنجا بود. آنکتیل در کنار کلیسایی در کینکامپوا به خاک سپرده شد. یادبود بزرگ و سیاهی در کنار قبرش، دستاوردهای او را نشان می‌دهد. یادبود دیگری نیز در پیست مونسیپال پاریس برای او ساخته شده‌است.

## دستاوردها

### نتایج گرندتورها
|                 | ۱۹۵۷    | ۱۹۵۸      | ۱۹۵۹    | ۱۹۶۰    | ۱۹۶۱    | ۱۹۶۲    | ۱۹۶۳    | ۱۹۶۴    | ۱۹۶۵    | ۱۹۶۶      | ۱۹۶۷   |
| جیرو دیتالیا    | نرفت    | نرفت      | ۲       | ۱       | ۱       | نرفت    | نرفت    | ۱       | نرفت    | ۳         | ۳      |
| پیروزی در مراحل | —       | —         | ۲       | ۱       | ۱       | —       | —       | ۱       | —       | ۰         | ۰      |
| رده‌بندی کوهستان | —       | —         | بی‌رتبه  | بی‌رتبه  | بی‌رتبه  | —       | —       | بی‌رتبه  | —       | بی‌رتبه    | بی‌رتبه |
| رده‌بندی امتیازی | ناموجود | ناموجود   | ناموجود | ناموجود | ناموجود | ناموجود | ناموجود | ناموجود | ناموجود | بی‌رتبه    | بی‌رتبه |
| تور دو فرانس    | ۱       | ناتمام-۲۱ | ۳       | نرفت    | ۱       | ۱       | ۱       | ۱       | نرفت    | ناتمام-۱۷ | نرفت   |
| پیروزی در مراحل | ۴       | —         | ۰       | —       | ۲       | ۲       | ۴       | ۴       | —       | ۰         | —      |
| رده‌بندی کوهستان | ۵       | —         | بی‌رتبه  | —       | ۷       | ۹       | ۵       | ۶       | —       | بی‌رتبه    | —      |
| رده‌بندی امتیازی | ۴       | —         | ۳       | —       | ۴       | ۶       | ۲       | ۶       | —       | بی‌رتبه    | —      |
| ووئلتا اسپانیا  | نرفت    | نرفت      | نرفت    | نرفت    | نرفت    | ناتمام  | ۱       | نرفت    | نرفت    | نرفت      | نرفت   |
| پیروزی در مراحل | —       | —         | —       | —       | —       | ۰       | ۱       | —       | —       | —         | —      |
| رده‌بندی کوهستان | —       | —         | —       | —       | —       | بی‌رتبه  | بی‌رتبه  | —       | —       | —         | —      |
| رده‌بندی امتیازی | —       | —         | —       | —       | —       | بی‌رتبه  | بی‌رتبه  | —       | —       | —         | —      |

| ۱        | برنده                               |
| ۲–۳      | سه نفر اول                          |
| ۴–۱۰     | ده نفر اول                          |
| ۱۱–      | گذر از خط پایان                     |
| نرفت     | در مسابقه شرکت نکرد                 |
| ناتمام-x | به پایان نرساند (انصراف در مرحله x) |
| DNS-x    | آغاز نکرد (عدم شرکت در مرحله x)     |
| اخراج    | اخراج شد                            |
| ناموجود  | مسابقه/رده‌بندی انجام نشد            |
| بی‌رتبه   | در رده‌بندی گنجانده نشد              |

### رکوردهای جهانی
| رشته        | رکورد     | تاریخ           | ورزشگاه         | پیست | منبع    |
| ----------- | --------- | --------------- | --------------- | ---- | ------- |
| Hour record | ۴۶٫۱۵۹ ک‌م | ۲۹ ژوئن ۱۹۵۶    | ویگورلی (میلان) | سالن | [ ۱۱ ]  |
| Hour record | ۴۷٫۴۹۳ ک‌م | ۲۷ سپتامبر ۱۹۶۷ | ویگورلی (میلان) | سالن | [ ی ۱ ] |

### جایزه‌ها
- شخصیت ورزشی خارجی سال بی‌بی‌سی: ۱۹۶۳[۱۳]